# Искусство Эстонии

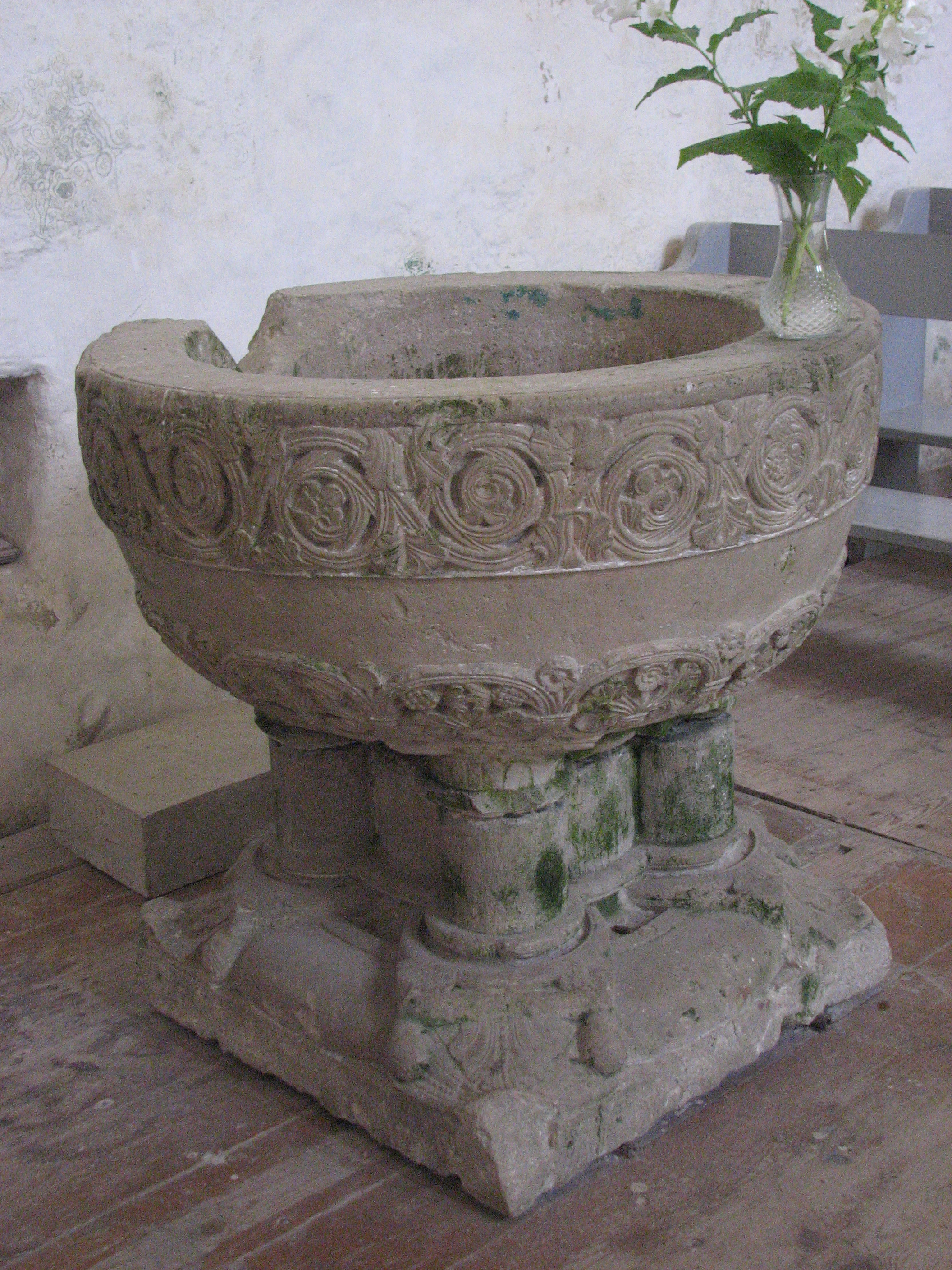
Купель в Вальяле

Искусство Эстонии имеет долгую историю. К древнейшим произведениям искусства относятся украшения из металла, резные порталы, надгробия. Уходят своими корнями в прошлое и такие виды эстонского декоративно-прикладного искусства как ткачество, вышивка и тиснение по коже. В начале XIX века в Дерпте была открыта рисовальная школа и мастерская литографии. В 1860—1870-х годах формируется эстонская реалистическая художественная школа. Новый подъём эстонское искусство переживает в революционный период конца XIX — начала XX века.

## Древний период (до XIII века)
Древнейшие произведения искусства, найденные на территории Эстонии, относятся к каменному веку. Это фигурки животных, птиц, медведей, змей и людей, глиняная посуда, деревянные скульптуры. 

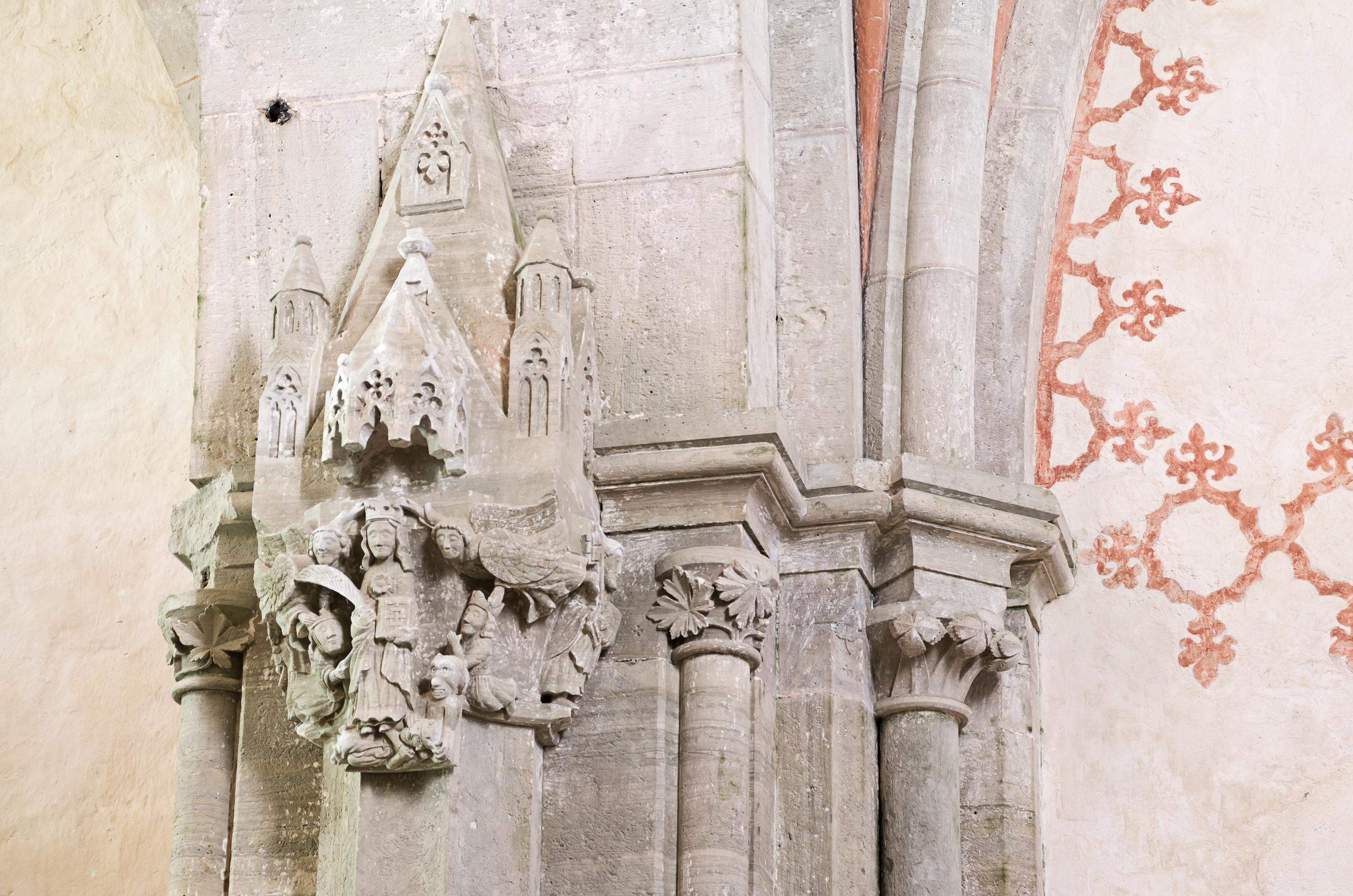
Сюжет из жития Святой Екатерины в церкви Карья

К III—II тысячелетиям до н. э. относятся достоверные изображения животных высокого художественного уровня. Кожаные изделия и глиняную посуду украшали преимущественно геометрическим орнаментом. В I тысячелетии до н. э. получают распространение металлические украшения, в орнаментике которых встречались такие элементы как круг, треугольник, крест, полумесяц и другие.
К первой половине I тысячелетия н. э. украшения изготавливались преимущественно из бронзы (фибулы, браслеты, шейные гривны, перстни, булавки). Во второй половине I тысячелетия до н. э. металлические украшения становятся крупнее, и их изготавливают уже из серебра. В начале II тысячелетия н. э. появляются новые виды украшений, которые частично сохранялись до XVI—XVII веков: подковообразные фибулы, головные украшения, нагрудные цепочки, ножны, бронзовые пронизки, оловянные бляшки. Оружие также начинают отделывать серебром.

## Готика (середина XIII — начало XVI века)
С начала XIII века на эстонское искусство оказывает серьёзное влияние христианство, западно- и североевропейское искусство. В XIV веке художники начинают объединяться в цеха. Ремесленники Таллина объединяются в гильдии святого Канута и святого Олая. В эстонском изобразительном искусстве того времени различают три периода: переходный стиль от романского к готике (вторая половина XIII века), зрелая готика (XIV век) и поздняя готика (XV — начало XVI века).

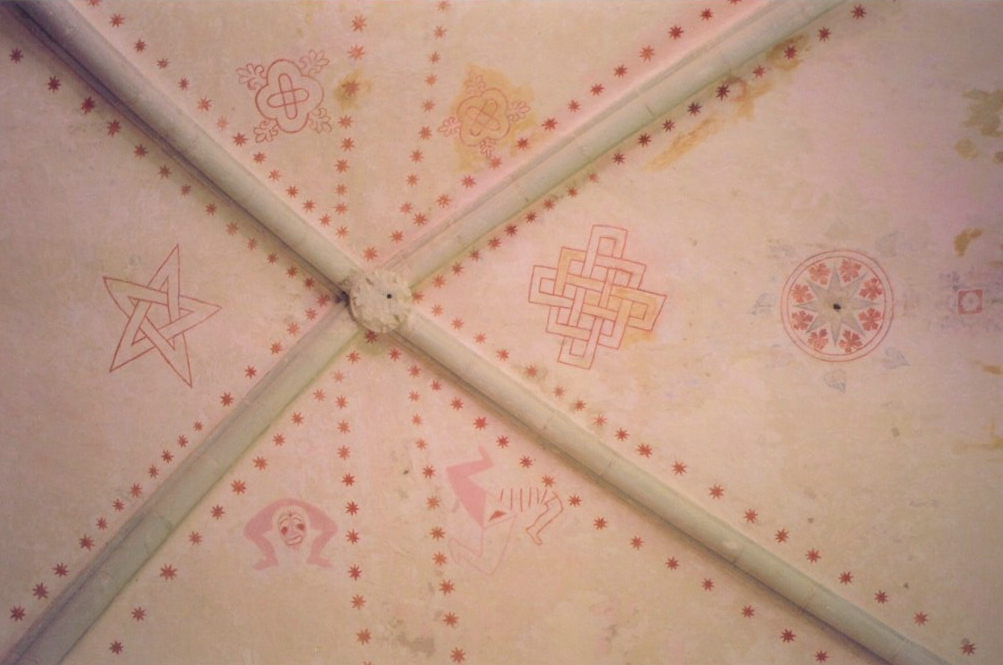
Знаки на своде церкви Карья

В середине XIII века в Западной Эстонии работал неизвестный кёльнский мастер, к творчеству которого относятся декор капителей в церкви Гапсальского замка и купели в Вальяле. В этих работах видна связь с искусством Рейнланда. На архитектурной пластике Таллина и Средней Эстонии сказывается голландская ранняя готика. К периоду зрелой готики относится скульптурное оформление церкви в Карья: рельефы триумфальной арки, сюжеты из жития святых Екатерины и Николая, скульптурная группа Распятия, растительный декор капителей и баз. Ещё более богатый декор имеет Яановская церковь в Тарту. Одними из наиболее выдающихся портальных рельефов того времени являются находятся в церкви таллинского Доминиканского монастыря (середина XIV века), на них изображены фигурки животных, символизирующие добро и зло. Надгробия того периода имели углублённый и низкий рельеф, они украшались фигурами или орнаментом.
Резьба по дереву была распространена преимущественно при изготовлении алтарей, триумфальных арок, фигур святых и мебели. Старейший образец этого вида искусства в Эстонии — сидящая Мадонна в церкви в Каарма (около 1280 года). Заслуживает внимания и группа Распятия из церкви в Ристи (около 1380 года) как яркий образец зрелой готики. Из образцов светской деревянной скульптуры примечательны рельефы боковых стенок скамьи Таллинской ратуши.
Об эстонской живописи этого периода известно немногое. Наиболее ранними образцами являются настенные росписи XIII—XIV веков в церквях Вальяля, Муху, Ридала, Каарма и других. На своде церкви в Карья сохранились магические символы, которые должны охранять от злых духов. В XV веке получает распространение станковая живопись. Сохранилась алтарная живопись северогерманских мастеров конца XV века, в частности «Пляска смерти» Бернта Нотке. Редким образцом эстонской миниатюрной живописи того времени является украшение рукописи «Таллинского городского права» — изображения датского короля Эрика V и королевы Маргариты.
В тот же период развивалось эстонское ювелирное искусство. Ко второй половине XV века высокого уровня достигла художественная обработка серебра и золота, а также бронзовое литьё.

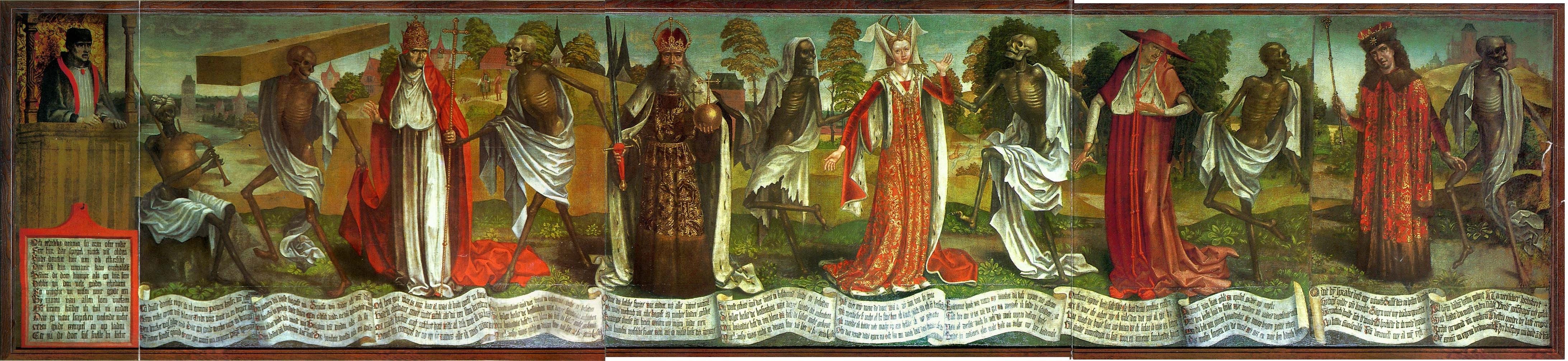
Бернт Нотке. «Таллинская пляска смерти». Музей Нигулисте, Таллин

## Ренессанс (начало XVI века — 1630-е годы)

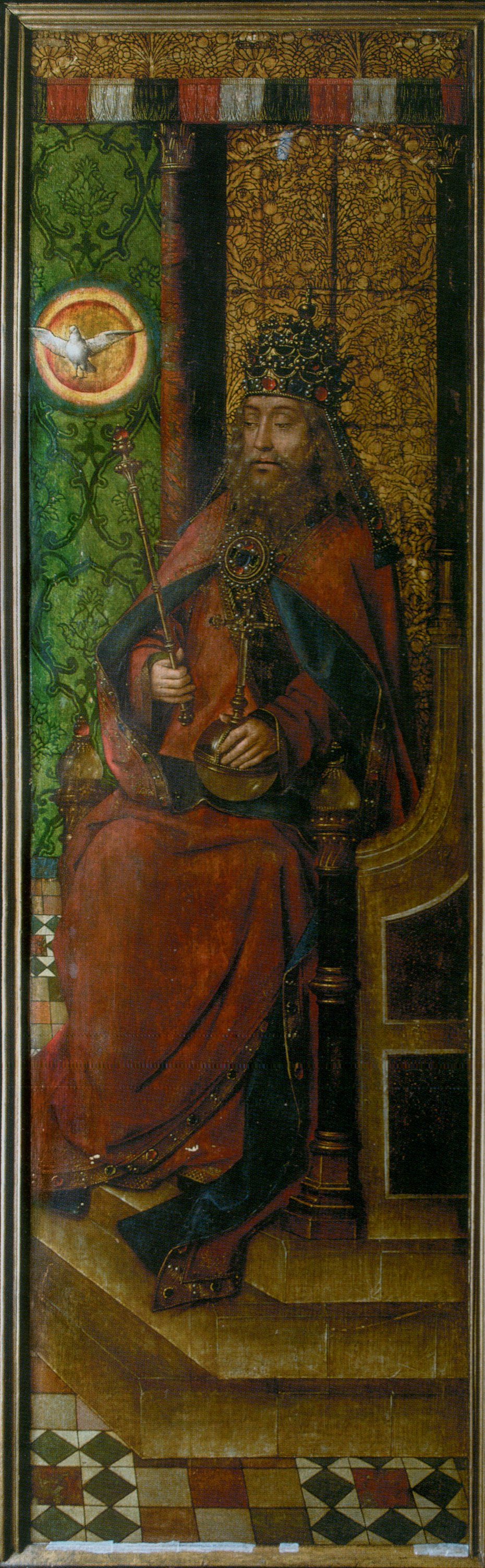
«Бог-Отец». Створка алтаря из Святого Николая, приписываемого Зиттову.

Ренессанс проявлялся в различных видах искусств Эстонии неравномерно. Большое влияние оказывали искусство Нидерландов, Германии и Польши, значительную роль сыграли также Реформация и идеи гуманизма. Главным центром искусств стал Таллин.
Из резьбы по камню было распространено изготовление памятники, надгробия, эпитафий и гербов. Одним из ярких образцов мемориальной скульптуры является кентограф на наружной стене капеллы девы Марии церкви Олевисте, выполненный Клеменсом Пале и Хинриком Бильдеснидером. Заслуживает внимание также творчество скульпторов 1-й половины XVI века — Г. Контшгка и Рейнкена. Во второй половине XVI века в районе Таллина устанавливались кресты и мемориальные плиты в память о погибших в Ливонской войне. Примерно в то же время получили распространения надгробия знатных горожан с их портретами. Одним из крупнейших скульпторов того времени был работавший в 1589—1637 в Таллине выходец из Голландии Арент Пассер. Выполненное им надгробие Понтуса Делагарди в таллинском Домском соборе является выдающимся памятником ренессансного искусства Эстонии. Другими известными ваятелями эстонского ренессанса были Г. фон Акен и И. Винтер.
В резьбе по дереву был популярен полихромный рельеф. Он использовался в украшении алтарей, каферд, мебели, дверей и т. п. Одним из ярких образцов этого искусства были рельефы скамей церкви Святого Николая (1556—1558, не сохранились). Среди крупных эстонских мастеров резьбы по дереву времён ренессанса были Т. Хейнце, Б. Гейстман и Л. Хейсман.
В живописи 1-й половины XVI века знаковой фигурой был Михель Зиттов, мастер старонидерландского искусства, работавший в Таллине. Сохранились его росписи створок алтаря из церкви Святого Николая. В то время в живописи были распространены портреты-эпитафии (как эпитафия Черноголовых работы Л. Гландорфа), дидактические аллегорические фигуры, алтарная живопись.
В декоративно-прикладном искусстве того времени распространена была художественная обработка металла, которая достигла новых высот. Мастера изготавливали из золота украшения, конические бокалы, цилиндрические кувшины и печати. Из меди изготавливались люстры, бра, подсвечники, флюгеры, водосливы и т. п. Из олова часто изготавливались кружки.

## Барокко (1630-е годы — 1780-е годы)
Во второй половине XVII века активно развивалась эстонская каменная скульптура. Мастера выполняли различные резные детали зданий и надгробия. Среди таллинских скульпторов того времени выделяется В. Нак (работы в церкви Нигулисте). Заслуживают внимания и работы в стиле зрелого барокко шведского скульптора Н. Миллиха: портрет-эпитафия И. фон Хастфера в Домской церкви Таллина (1676) и аллегорическая фигурная группа на портале Нарвской ратуши (1686). Скульптурные работы выполнял также архитектор И. Г. Геролдт. Одним из крупнейших нарвских мастеров был Я. ван дер Капелле. В XVIII веке традиции резьбы по камню уходят в прошлое, эстонская скульптура начинает осваивать новые материалы. Фигурная пластика дворца в Кадриорге, выполненная в стиле итальянского позднего барокко в 1722—1725 годах по эскизам Н. Микетти, М. Шейтингера, А. Куадри и других, считается одной из лучших в Северной Европе.

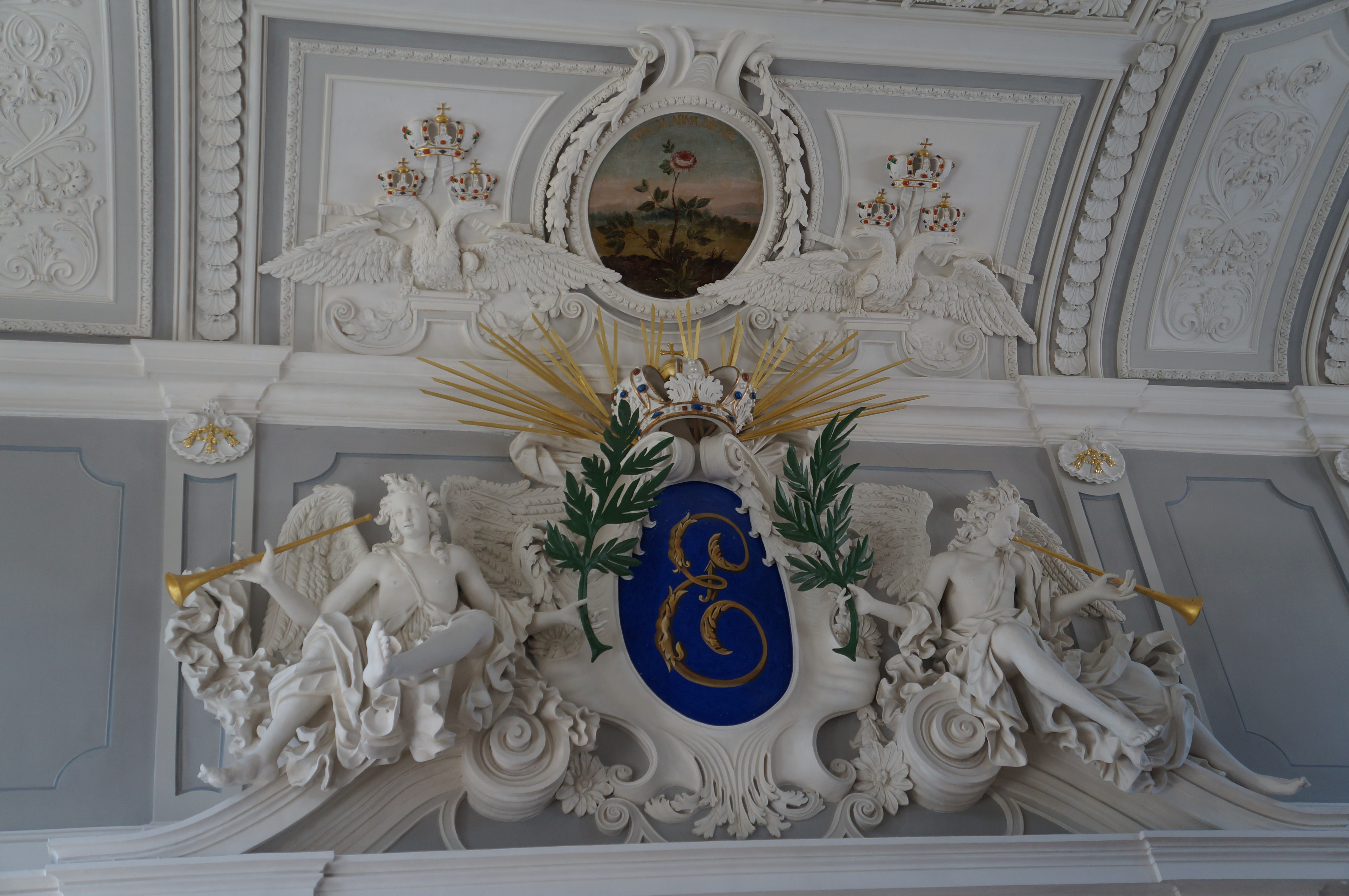
Пластика Кадриоргского дворца

Резьба по дереву продолжает активно использоваться в декоративно-прикладном искусстве. Основным центром резьбы по дереву являлся Таллин. Мастера изготавливают алтари, кафедры, скамьи, ложи для церквей, а также двери, фризы и оконные парапеты для гражданских зданий. Изготавливаются различные мемориальные скульптуры. Одним из значимых произведений искусства резьбы по древу в стиле раннего барокко являлась эпитафия Б. фон Розена в церкви Нигулисте, выполненная в 1651 году А. Михаэльсоном (не сохранилась). Одним из крупнейших таллинских мастеров деревянной барочной скульптуры был Э. Тиле, выполнивший фриз зала магистрата Таллинской ратуши (1667) и голову мужчины с позорного столба на Ратушной площади в Таллине (около 1665). Одним из наиболее продуктивных резчиков по дереву в стиле зрелого барокко был К. Аккерман, в таллинской мастерской которого было изготовлено множество церковных алтарей, кафедр, эпитафий и прочих деревянных скульптур.
В эстонской живописи периода барокко преобладали портреты и многофигурные композиции на библейскую тематику. Для оформления интерьеров применялась монументально-декоративная живопись. Среди крупнейших таллинских живописцев середины XVII века были Г. фюн Гембсен и А. фон Гембсен. И. Акен выполнил во второй половине XVII века ряд многофигурных композиций. Живописец Эрнст Лондицер создавал портреты, многофигурные композиции и декоративные росписи. К числу крупнейших портретистов XVIII века относились также И. Г. Ведекинд, М. и К. Клаус и Ф. Баризьен. Одним из лучших мастеров декоративной живописи был Г. Вельте.
Эстонское ювелирное искусство достигло ко второй половине XVII века своего наивысшего расцвета. Изготавливались кружки для вина с богатым орнаментом, кубки, блюда, серебряные украшения. К числу крупнейших таллинских ювелиров XVII века относились Г. Любкен, Ф. Дрейер и К. Мансфельд Старший; одним из крупнейших нарвских мастеров был Л. Цандер. Обработка меди и олова также достигла высокого художественного уровня.

## Классицизм (конец XVIII — 1-я половина XIX века)

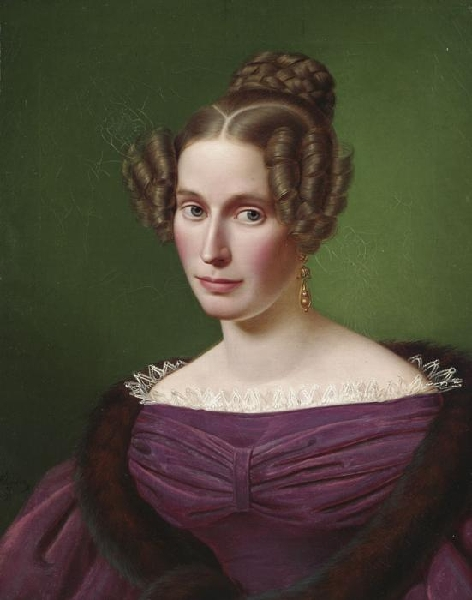
Портрет дамы. А. И. Клиндер, 1838.

Скульптурные работы периода классицизма в Эстонии были выполнены преимущественно петербургскими мастерами (мраморный саркофаг адмирала С. Грейга в таллинской Домской церкви, надгробный памятник М. Барклаю-де-Толли в Йыгевесте, памятник Барклаю-де-Толли в Дерпте). Из местных эстонских скульпторов важное значение имеют работы Р. И. Залемана и И. Г. Экснера.
В живописи этого периода распространение получили портрет и бытовой жанр. Для церквей изготавливались композиции на библейские темы. Писались также картины на античные сюжеты, велась работа над миниатюрами, силуэтами, акварелью и росписью по стеклу. Одним из художественных центров стал Дерпт, где в 1803 году была открыта художественная школа под руководством К. А. Зенфа. Среди видных педагогов этой школы были А. М. Хаген. Среди художников-портретистов успехов добился А. И. Клиндер. Видными графиками были А. Ф. Клара, Ф. Л фон Майделль и Ф. С. Штерн. Другим художественным центром того времени был Ревель, где художественное образование предоставляло домское училище и ряд частных училищ. Эстонские художники того времени часто получали дополнительное образование в Санкт-Петербурге, а также за гарницей.

## 2-я половина XIX — начало XX века

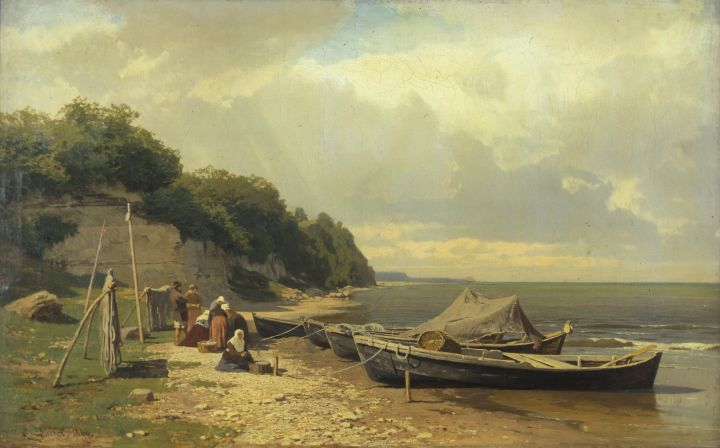
Побережье Тискре. Е. Дюккер, 1886.

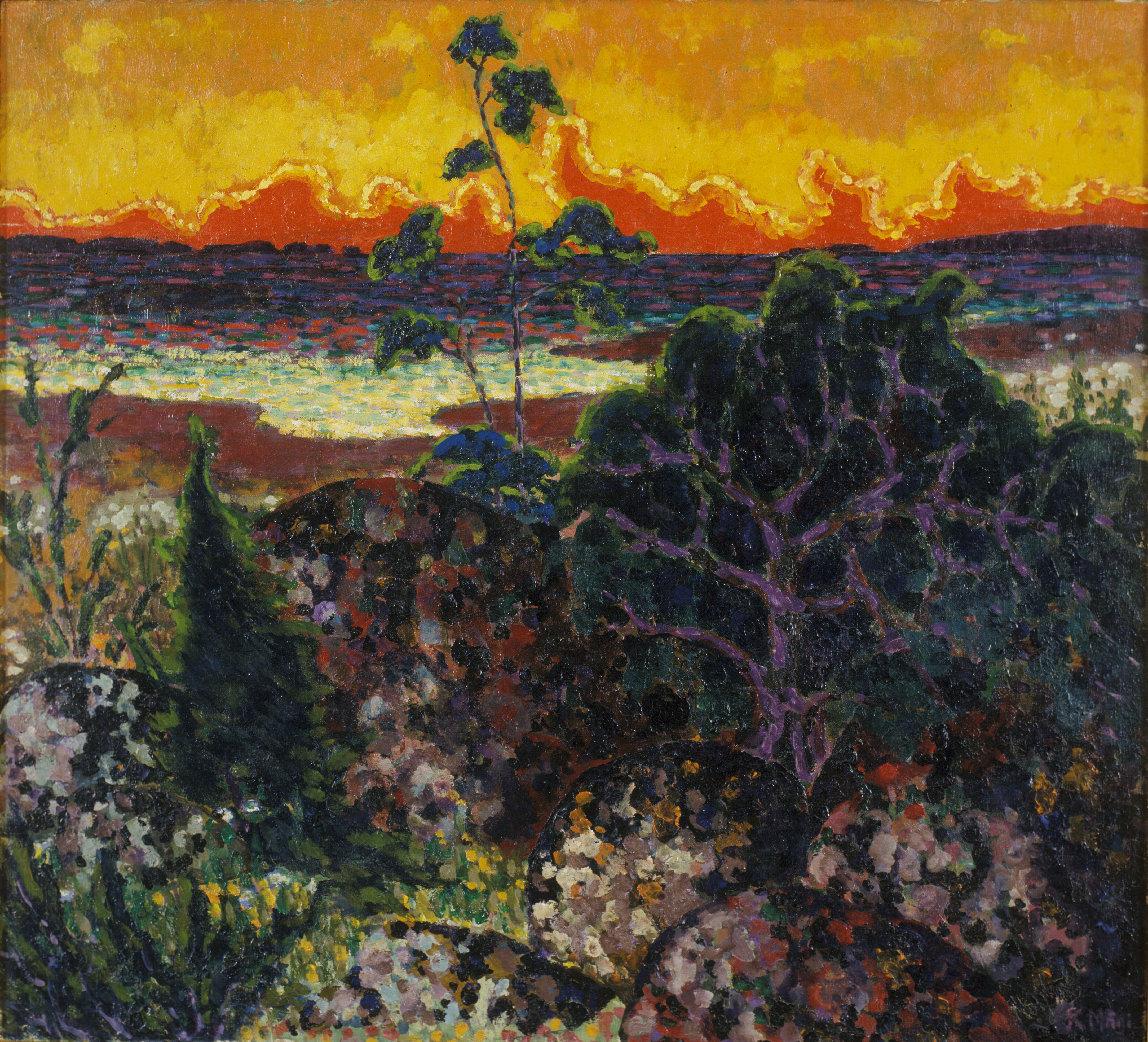
Пейзаж с красным облаком. К. Мяги, 1913—1914.

Вторая половина XIX является периодом зарождения национального изобразительного искусства Эстонии. Крупнейшим художником того времени был Йохан Кёлер, ставший основоположником эстонской пейзажной, жанровой и портретной живописи. К числу родоначальников национальной живописи также относятся живописец К. Л. Майбах, скульптор А. Вейценберг, живописец и график И. Р. Берендхофф, график Э. М. Якобсон. Среди других видных эстонских мастеров конца XIX века — живописцы Т. Гренцштейн, А. Хирв, Г. фон Бoxман, Е. Дюккер и О. Гофман, скульптор А. Адамсон.
Во 2-й половине XIX века в эстонской живописи и скульптуре преобладала классическая школа. Однако к началу XX века художники стали постепенно отходить от академических канонов. Проявился интерес к новаторским художественным направлениям и стремление к созданию самобытного эстонского искусства.
В начале XX века появлялись различные художественные школы. В 1903 году в Ревеле была открыта школа-ателье А. Лайкмаа, в 1904 году — художественная студия К. Рауда, в 1914 году — студия К. Мяги. В 1912 году были открыты художественные курсы, которые в 1914 году были преобразованы в Художественно-промышленное училище. В 1906 году в Юрьеве состоялась первая выставка эстонского искусства. Были основаны литературно-художественная группа «Молодая Эстония» и Эстонское художественное общество, которые стали регулярно устраивать выставки.